# L'arcano incantatore
Pour plus de détails, voir Fiche technique et Distribution.
L'arcano incantatore est un film italien réalisé par Pupi Avati, sorti en 1996.

## Synopsis
En 1750, le séminariste Giacomo Vigetti est contraint de quitter Bologne pour éviter la jugement, après avoir engrossé une fille et l'avoir faite avorter. Le jeune homme se réfugie dans une villa, où il rencontre une vieille dame qui, cachée derrière une fresque, fait avec lui un «  pacte de sang », se faisant remettre en gage le cilice de la mère de Giacomo, avec la promesse qu'elle lui rendra une fois qu'il aura accompli la tâche qui lui a été confiée.

## Fiche technique
- Titre : L'arcano incantatore
- Réalisation : Pupi Avati
- Scénario : Pupi Avati
- Photographie : Cesare Bastelli
- Montage : Amedeo Salfa
- Musique : Pino Donaggio
- Production : Antonio Avati et Aurelio De Laurentiis
- Pays d'origine : Italie
- Genre : horreur
- Date de sortie : 1996

## Distribution
- Carlo Cecchi : Arcano Incantatore
- Stefano Dionisi : Giacomo Vigetti
- Arnaldo Ninchi : Aoledo
- Andrea Scorzoni : Don Zanini